# Gonomyia (Leiponeura) threnodes
Gonomyia (Leiponeura) threnodes is een tweevleugelige uit de familie steltmuggen (Limoniidae). De soort komt voor in het Afrotropisch gebied.